# 세습 귀족
세습 귀족(영어: hereditary peer)은 영국에서 귀족의 일부를 차지하고 있다. 2022년 9월을 기준(공작 29명(왕족 공작 5명 포함), 후작 34명, 백작 190명, 자작 111명, 남작 443명(부수 작위 제외))으로 총 807명의 세습 귀족이 있다. 원래 로마의 사령관 직위에서 비롯된 직위로, 샤를르마뉴 치하에서는 각 군사구를 관리하는 고위사령관 직이었다. 그러나 점차 각국의 국왕과 맞먹는 권력을 지닌 제후들을 지칭하는 직위가 되었고, 국왕의 장자(차기 왕)를 제외한 나머지 왕자들에게 세습되는 작위이다. 왕족계열이 아닌 공작도 있으며 왕자에 준하는 대우를 받는다. 혼인을 할 경우 여자는 보통 남자의 성을 따르며 작위는 남편보다 높지 않은 이상 가까운 친척에게 가거나 소멸된다. 작위가 남편보다 높은 경우 남편이 원한다면 그 성을 계승할 수 있다.

## 같이 보기
- 영국
- 귀족